# Trichomycterus striatus
Trichomycterus striatus es una especie de peces de la familia Trichomycteridae en el orden de los Siluriformes.

## Morfología
• Los machos pueden llegar alcanzar los 8,4 cm de longitud total.

## Distribución geográfica
Se encuentra en Colombia, Panamá y Costa Rica.